# Tœufles
Tœufles település Franciaországban, Somme megyében. Lakosainak száma 304 fő (2022. január 1.). Tœufles Acheux-en-Vimeu, Béhen, Ercourt, Moyenneville és Tours-en-Vimeu községekkel határos.

## Népesség
A település népessége az elmúlt években az alábbi módon változott:
| Lakosok száma | 297  | 306  | 310  | 299  | 296  | 296  | 299  | 301  | 304  |
|               | 2013 | 2015 | 2016 | 2017 | 2018 | 2019 | 2020 | 2021 | 2022 |